# لانس سترول
لانس سترول (مواليد 29 أكتوبر 1998) هو سائق بلجيكي-كندي يشارك في مسابقة فورمولا 1 تحت العلم الكندي،يشارك مع فريق آستون مارتن ارامكو كوجنيزانت فورمولا ١

## روابط خارجية
- لانس سترول على موقع Racing-Reference.info (الإنجليزية)
- لانس سترول على موقع DriverDB.com (الإنجليزية)
- لانس سترول على موقع AS.com (الإسبانية)